# Pluton (1928)
Pluton byl křižník francouzského námořnictva postavený speciálně ke kladení námořních min. Ve službě byl v letech 1931–1939. Poslední rok pod jménem La Tour d'Auvergne. Většinu služby byl využíván k dělostřeleckému výcviku. Na samém začátku druhé světové války byl v Casablance zničen vnitřní explozí.

## Stavba

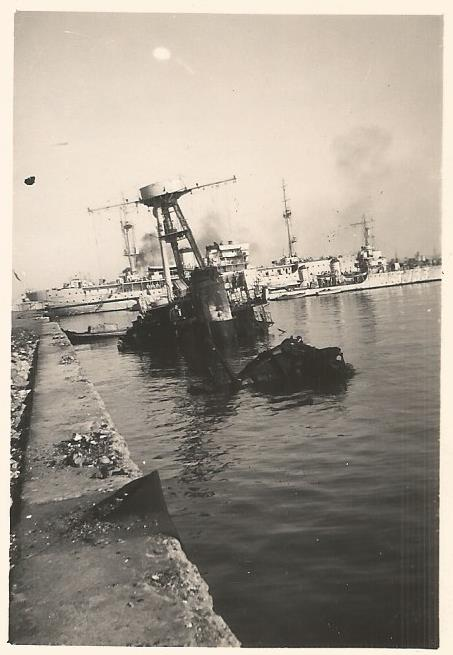
Pluton zničený výbuchem

Stavba nepancéřovaného minonosného křižníku byla objednána v rámci programu pro rok 1925. Křižník postavila loděnice Arsenal de Lorient v Lorientu. Kýl plavidla byl založen 16. dubna 1928, na vodu byl křižník spuštěn 10. dubna 1929 a do služby byl přijat v dubnu 1931.

## Konstrukce
Hlavní výzbroj tvořily čtyři 138,6mm kanóny v jednodělových věžích. Doplňovaly je dva 47mm kanóny, deset 37mm kanónů a dvanáct 8,8mm kulometů. Neseno bylo až 290 min. Křižník neměl žádné pancéřování, pouze 20mm silné štíty chránily posádky hlavních děl proti střepinám. Pohonný systém tvořily čtyři kotle a dvě sady turbín Bréguet o výkonu 57 000 shp, pohánějící dva lodní šrouby. Nejvyšší rychlost dosahovala 30 uzlů. Dosah byl 4510 námořních mil při rychlosti 14 uzlů.

### Modifikace
V letech 1932–1933 byl Pluton upraven pro cvičné účely. Jeho výzbroj měla složení čtyři 138,6mm kanóny, čtyři 75mm kanóny, dva 37mm kanóny, dvanáct 13,2mm kulometů a 290 min.

## Služba
Křižník byl do služby přijat roku 1931. Zanedlouho však byl upraven ke cvičným účelům. Výrazně bylo upraveno i složení jeho hlavňové výzbroje. Primárně byl využíván v Toulonu pro výcvik dělostřelby. Roku 1939 byl upraven pro výcvik důstojníků a přejmenován na La Tour d'Auvergne. Jeho služba po vypuknutí druhé světové války byla velice krátká. Dne 13. září 1939 křižník kotvící v Casablance zničila vnitřní exploze. V dubnu 1940 chtělo námořnictvo postavit jiný lehký křižník jako náhradu, zabránila tomu však válečná porážka Francie.